# نشان رسمی ایالت واشینگتن
نشان رسمی ایالت واشینگتن که در آن سر جرج واشینگتن نقش بسته است؛ که به دستان گیلبرت استوآرت نقاش انگلیسی اهل آمریکا، نقاشی شده است.

## نگارخانه

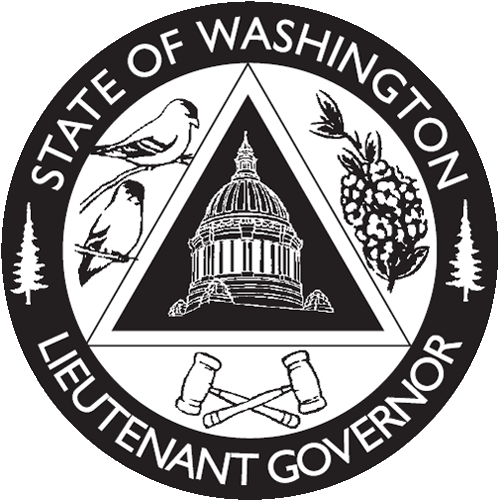